# Piper unillanum
Piper unillanum är en pepparväxtart som beskrevs av Trel. & Yunck.. Piper unillanum ingår i släktet Piper och familjen pepparväxter. Inga underarter finns listade i Catalogue of Life.